# Dyera costulata
Espèce
Classification phylogénétique
Statut de conservation UICN

 LC  : Préoccupation mineure
Dyera costulata est une espèce de plantes à fleurs de la famille des Apocynaceae.

## Synonymes
Dyera laxiflora
Malais: Jelutong

## Description
C’est un arbre géant dont la taille atteint 60 mètres, et parfois même 80 mètres. Et son tronc peut atteindre 3 mètres de diamètre.

## Répartition
Péninsule malaise, Bornéo et Sumatra jusqu'à une altitude de 400 mètres.

## Utilisation
La résine du Jelutong était utilisée pour la production de chewing-gum.

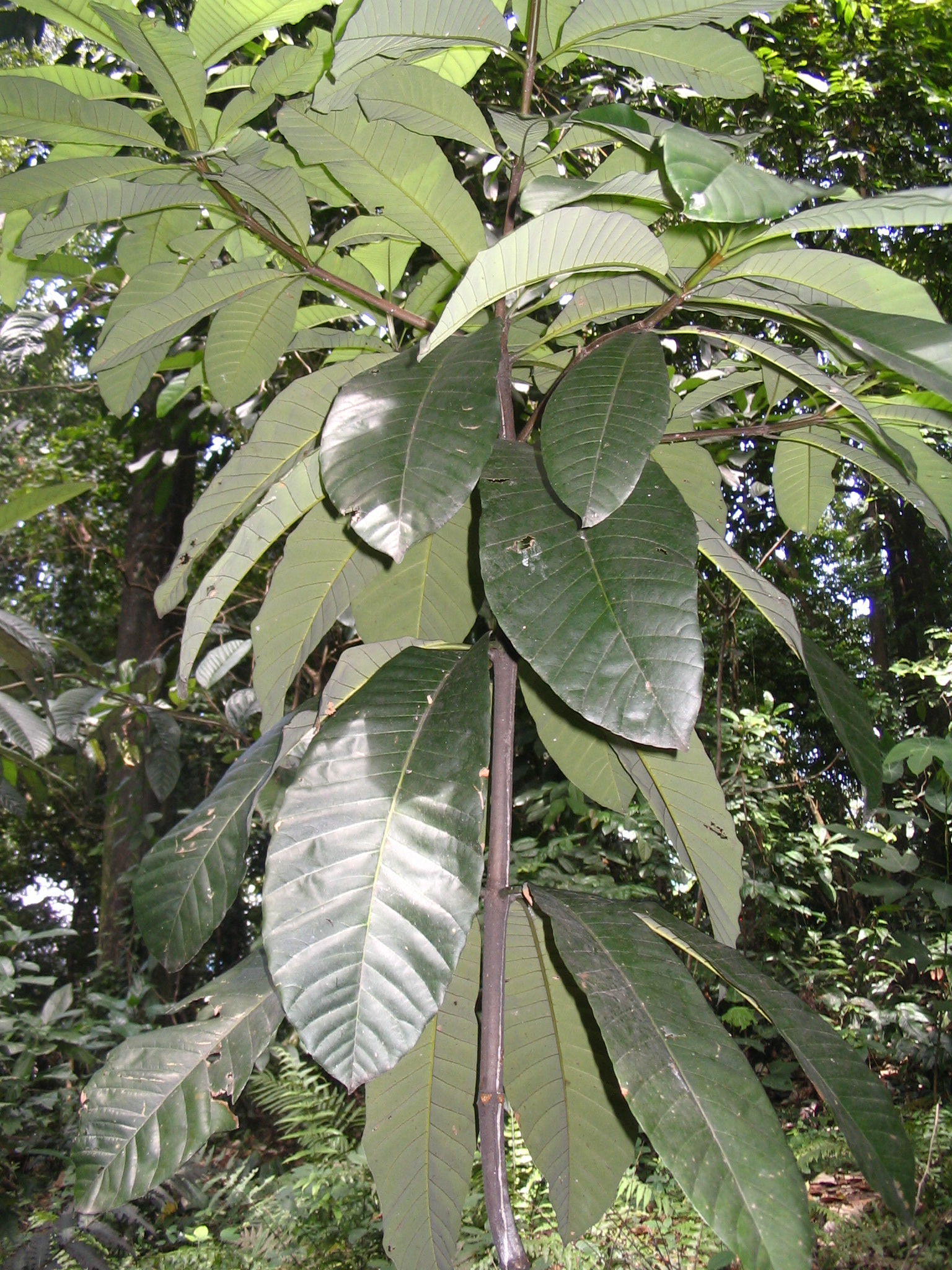
Feuilles de Dyera costulata.

## Préservation
Souffrant de la déforestation, l'espèce bénéficie cependant d'une bonne capacité de régénération.